# 板桥镇 (思南县)
板桥镇，是中华人民共和国贵州省铜仁市思南县下辖的一个乡镇级行政单位。
2013年5月21日，贵州省人民政府批复同意撤销板桥苗族土家族乡，设置板桥镇。

## 行政区划
板桥镇下辖以下地区：
板桥社区、毛坝村、朝阳村、和平村、郝家湾村、水淹坝村、燎原村、石庄田村、枣树坪村、水洞村和增沙村。

## 中国传统村落
2013年8月，郝家湾古寨被评为第二批中国传统村落。